# Eccles (Grand Manchester)
Pour les articles homonymes, voir Eccles.
Eccles (/ˈɛkəlz/) est une ville du Comté métropolitain du Grand Manchester, en Angleterre appartenant au district métropolitain (metropolitan borough) de Salford, mais distincte de cette dernière agglomération. La ville est bordée :
- au sud par le canal de Manchester (Manchester ship canal) ;
- au nord et au nord-ouest par les villes de Swinton et Worsley ;
- à l'est par celle de Salford ;
- à l'ouest et au sud-ouest par celles de Chat Moss et Irlam.

Jusqu'en 1974, Eccles était une municipalité autonome, mais fut absorbée par le district municipal de Salford quand fut créé le Comté métropolitain du Grand Manchester.
La ville d'Eccles, se compose des quartiers de Peel Green, Patricroft, Barton (ou Barton-upon-Irwell), Winton, Monton et Ellesmere Park en plus du centre-ville d'Eccles proprement dit.
Ces dernières années, Eccles a vu diminuer sa population notamment dans les zones de Brookhouse Estate à Peel Green, Westwood Park à Winton, et à Patricroft. La criminalité y est supérieure à la moyenne du Royaume-Uni. On espère que l'ouverture récente en 2000 d'une nouvelle ligne du tram Metrolink de Manchester contribuera à relancer l'investissement dans la ville.
Eccles est célèbre au Royaume-Uni pour être à l'origine d'une pâtisserie très populaire, les Eccles cakes. Ces gâteaux sont maintenant fabriqués à Ardwick, un quartier de Manchester.

## Histoire
VIe siècle - Le nom d’« Eccles » dérive du latin ecclesia : église. Ce mot latin avait été adopté par les peuplades celtes qui occupaient la Bretagne romaine et correspond au mot « eglwys » en gallois moderne. Le fait que « Eccles » soit devenu le nom de l'endroit suggère que les colons anglo-saxons qui s'y installèrent vers 600 y trouvèrent une église dont ils avaient entendu prononcer le nom celtique.
1796 - Un pâtissier d'Eccles, William Birch, invente les gâteaux aux raisins qui feront la célébrité de la ville et seront exportés dans le monde entier.
1817 - Apparition des Eccles Wakes, une fête annuelle comportant notamment un concours de femmes unijambistes et de mangeurs de chaussons aux pommes. Elle fut abolie en 1877.

## Personnalités liées
- Harold Bolas, (1888-1956), ingénieur aéronautique, est né à Eccles.
- Ghislaine Howard, (1953-), peintre, y naquit.
- William Worrall Mayo (1819-1911), médecin et chimiste, né à Eccles. Ses fils fonderont la Mayo Clinic à Rochester dans le Minnesota.
- William Huskisson (1770-1830), membre du parlement décèdes à Eccles.